# 24-я пехотная дивизия (вермахт)
24-я пехотная дивизия (нем. 24. Infanterie-Division) — тактическое соединение сухопутных войск вооружённых сил нацистской Германии периода Второй мировой войны.

## Формирование и боевой путь

### Чехословакия
Сформирована 15 октября 1935 года в IV Дрезденском военном округе (Саксония) в Хемнице на основе 4-й дивизии рейхсвера. В конце мая 1938 года была переброшена к чехословацкой границе на случай вооружённого конфликта, после Мюнхенского соглашения 1 октября 1938 года заняла Тахов, а чуть позже вошла в Марианске-Лазне. До 15 марта 1939 года располагалась в Праге, после чего ушла в Хомутов.

### Польша
1 сентября 1939 года 24-я дивизия под командованием генерал-лейтенанта Фридриха Ольбрихта в составе группы армий «Юг» (8-я армия, 10-й армейский корпус) к северо-востоку от Вроцлава атаковала Лодзь. Воевала на берегах реки Варта, в Ловиче и за Бзуру. После отступления 30-й стрелковой дивизии чуть не попала в польское окружение. 18 сентября переведена в состав 11-го армейского корпуса, вела бои к западу от Варшавы. 22 сентября между Модлином и Варшавой встретилась с другими частями, после капитуляции Польши была расквартирована.

### Франция
Зимой 1939/40 года дивизия перебралась в Айфель, охраняя границу около Битбурга. 10 мая 1940 года в составе 12-й армии вступила в бои с противником в Северном Люксембурге и Бельгии, откуда на юг вышла во Францию, перешла Маас и взяла Седан. Несколько дней вела бои за Мон-Дье, а позднее отошла на восток к Седану, откуда устремилась в сторону Нанси. После капитуляции Франции переведена на бельгийское побережье Северного моря на случай вторжения во Францию.

### СССР

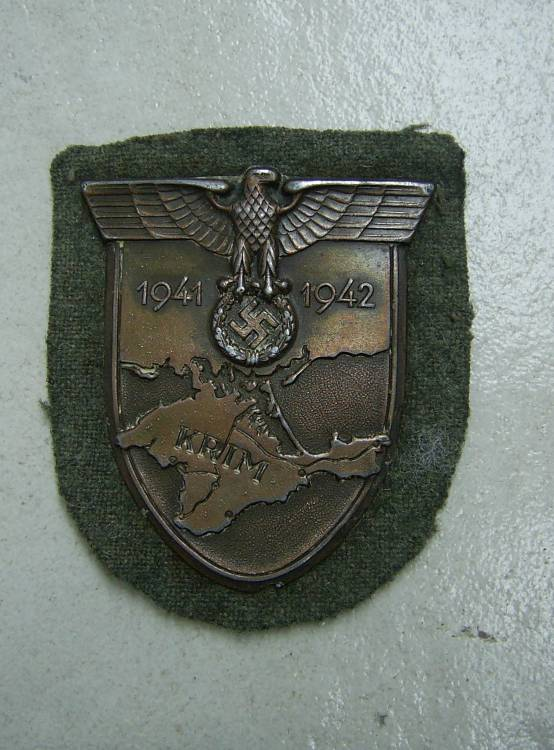
Особый знак — «Крымский щит», выдававшийся военнослужащим 11-й армии за взятие Крыма

В июне 1941 года дивизия базировалась в городе Томашув-Мазовецкий. 22 июня в 3:30 она в составе 4-го армейского корпуса (группа армий «Юг») перешла советскую границу, начав наступление к северу от Львова в сторону Тернополя, Винницы и Умани. В Умани она участвовала в окружении советских войск. 22 августа 1941 года форсировала Днепр и взяла Черкассы, в сентябре 1941 года вела бои под Киевом (отличилась в битве за деревню Оршица при участии 16-й танковой дивизии). В конце ноября 1941 года переведена в Крым, совершив там 600-километровый марш-бросок.
Во время боёв за Севастополь дивизия состояла в 42-м корпусе 11-й армии Э. фон Манштейна, 17 декабря 1941 года вместе с 22-й, 132-й и 50-й дивизиями атаковала с севера. В июне 1942 года в составе 54-го корпуса предприняла очередную атаку, однако понесла огромные потери. 17 июня 1942 года всё же ей удалось захватить несколько фортов, а затем взять электростанцию спустя несколько дней.
В августе 1942 года перешла в состав группы армий «Север», взяв в сентябре 1942 года Волхов и завязав бои за Синявино. В феврале 1943 года дивизия после прорыва блокады Ленинграда стала отступать, а после полного снятия блокады пустилась в паническое бегство. В феврале 1944 года она отступала через Латвию, принимала участие в боях под Псковом, а летом попала в Курляндский котёл, где капитулировала только 9 мая 1945 года. Остатки дивизии были отправлены в Ригу.
Всего дивизия потеряла 8289 человек убитыми, в том числе 6043 на Восточном фронте. 7260 человек значатся пропавшими без вести. 5065 человек было ранено.

## Организация
|  | 1939 г. - 31-й пехотный полк (Infanterie-Regiment 31) - 32-й пехотный полк (Infanterie-Regiment 32) - 102-й пехотный полк (Infanterie-Regiment 102) - 24-й артиллерийский полк (Artillerie-Regiment 24) - 1-й дивизион 60-го артиллерийского полка - до декабря 1939 года — 24-й батальон АИР (Beobachtungs-Abteilung 24) - 24-й дивизион ПТО (Panzerabwehr-Abteilung 24) - 24-й разведывательный батальон - 24-й сапёрный батальон (Pionier-Bataillon 24) - 24-й батальон связи (Nachrichten-Abteilung 24) - 24-й запасной батальон - войска подчинявшиеся командиру снабжения 24-й пехотной дивизии (Infanterie-Divisions-Nachschubführer 24) |  | 1942 г. - 31-й пехотный полк - 32-й пехотный полк - 102-й пехотный полк - 24-й артиллерийский полк - 24-й батальон самокатчиков - 24-й противотанковый артиллерийский дивизион - 24-й сапёрный батальон - 24-й батальон связи |  | 1943-45 гг. - 31-й гренадёрский полк - 32-й гренадёрский полк - 102-й гренадёрский полк - 24-й артиллерийский полк - 24-й противотанковый дивизион - 24-й фузилёрский батальон - 24-й батальон связи - 24-й сапёрный батальон - 24-й запасной батальон |

## Командиры
| Дата                                    | Звание                          | Имя                            |
| --------------------------------------- | ------------------------------- | ------------------------------ |
| 15 октября 1935                         | Генерал-майор/Генерал-лейтенант | Вернер Киниц                   |
| 1 апреля 1938 (исполняющий обязанности) | Генерал-лейтенант               | Сигизмунд фон Фёрстер          |
| 9 ноября 1938                           | Генерал-лейтенант               | Фридрих Ольбрихт               |
| Февраль 1940                            | Генерал-майор                   | Юстин фон Оберниц              |
| 1940                                    | Генерал-майор                   | Ганс фон Теттау                |
| Март 1943                               | генерал-майор                   | Курт Ферзок                    |
| Февраль 1944                            | Генерал-лейтенант               | Ганс фрайхерр фон Фалькенштейн |
| Июнь 1944                               | Генерал-лейтенант               | Курт Ферзок                    |
| Сентябрь 1944                           | Полковник/Генерал-майор         | Харальд Шультц                 |

## Награждённые Рыцарским крестом Железного креста

### Рыцарский Крест Железного креста (36)
- Фридрих Ольбрихт, 27.10.1939 – генерал-лейтенант, командир 24-й пехотной дивизии
- Лео Дроссель, 19.07.1940 – капитан, командир 3-го батальона 102-го пехотного полка
- Рихард фон Вердер, 04.09.1940 – оберстлейтенант, командир 2-го батальона 102-го пехотного полка
- Альфред Зимм, 27.07.1941 – штабс-фельдфебель, командир взвода 2-й роты 31-го пехотного полка
- Готтхард Эссбах, 22.09.1941 – обер-лейтенант, командир 9-й роты 31-го пехотного полка
- Рудольф Крюгер, 05.10.1941 – обер-фельдфебель, командир взвода 6-й роты 32-го пехотного полка
- Курт Ферзок, 25.08.1942 – полковник, командир 31-го пехотного полка
- Курт Шилле, 25.08.1942 – капитан, командир 3-й роты 24-го сапёрного батальона
- Ганс фон Теттау, 03.09.1942 – генерал-лейтенант, командир 24-й пехотной дивизии
- Курт Вальтер, 25.09.1942 – майор, командир 2-го батальона 32-го пехотного полка
- Вольфганг ван Краненброк, 25.09.1942 – капитан, командир 2-го батальона 102-го пехотного полка
- Конрад Шеффольд, 18.04.1943 – обер-лейтенант, командир 1-й роты 24-го сапёрного батальона
- Фёдор Апельт, 08.02.1944 – полковник, командир 102-го пехотного полка
- Карлхайнц Зандманн, 08.02.1944 – унтер-офицер, командир отделения 1-й роты 102-го пехотного полка
- Фридрих Иссерманн, 08.02.1944 – капитан, командир 1-го батальона 102-го пехотного полка
- Георг Киндер, 08.02.1944 – капитан, командир 2-го батальона 102-го пехотного полка
- Хельмут Майер, 08.02.1944 – капитан, командир 3-го батальона 102-го пехотного полка
- Рудольф Нойберт, 29.02.1944 – капитан, командир 2-го батальона 32-го пехотного полка
- Вилли Кох, 16.04.1944 – фельдфебель, командир 6-й роты 32-го пехотного полка
- Рольф Титтель, 23.08.1944 – фельдфебель, командир взвода 3-й роты 31-го пехотного полка
- Бертольд Ширмер, 27.08.1944 – майор, командир 1-го батальона 32-го пехотного полка
- Хайнц Пёлер, 02.09.1944 – обер-фельдфебель, командир взвода 1-й роты 32-го пехотного полка
- Альфред Веттенгель, 21.09.1944 – обер-лейтенант резерва, командир штабной батареи 1-го дивизиона 60-го артиллерийского полка
- Вальтер Клинке, 30.09.1944 – майор, командир 1-го батальона 31-го пехотного полка
- Вальтер Фойгт, 16.10.1944 – обер-фельдфебель, командир взвода 14-й (противотанковой) роты 31-го пехотного полка
- Аугуст Пичманн, 20.10.1944 – обер-вахмистр, командир отделения связи 8-й батареи 24-го артиллерийского полка
- Карл-Хайнц Генцель, 26.11.1944 – капитан, командир 1-го батальона 32-го пехотного полка
- Бруно Рихтер, 26.11.1944 – ротмистр, командир 24-го стрелкового батальона
- Фердинанд Вагнер, 12.12.1944 – унтер-офицер, командир расчёта противотанкового ружья 4-й роты 32-го пехотного полка
- Рольф Мендте, 24.12.1944 – фанен-юнкер-фельдфебель, командир взвода 6-й роты 31-го пехотного полка
- Курт Рихтер, 28.03.1945 – фанен-юнкер-обер-фельдфебель, ординарец штаба 2-го батальона 31-го пехотного полка
- Харальд Шультц, 05.04.1945 – генерал-майор, командир 24-й пехотной дивизии
- Вольфганг Келльнер, 14.04.1945 – обер-лейтенант, командир 1-й роты 24-го противотанкового батальона
- Франц Тайссиг, 14.04.1945 – унтер-офицер, командир отделения 13-й роты 32-го пехотного полка
- Рудольф Трёгер, 17.04.1945 – обер-фельдфебель, ординарец 2-го батальона 102-го пехотного полка
- Рудольф Мюллер, 30.04.1945 – обер-лейтенант, командир 6-й батареи 24-го артиллерийского полка

### Рыцарский Крест Железного креста с Дубовыми листьями (5)
- Курт Шилле (№ 544), 08.08.1944 – майор, командир 24-го сапёрного батальона
- Вилли Кох (№ 612), 16.10.1944 – обер-фельдфебель, командир 6-й роты 32-го пехотного полка
- Рудольф Нойберт (№ 817), 05.04.1945 – оберстлейтенант, командир 31-го пехотного полка
- Бруно Рихтер (№ 825), 08.04.1945 – ротмистр, командир 24-го стрелкового батальона
- Альфред Зимм (№ 832), 14.04.1945 – капитан, командир 2-го батальона 31-го пехотного полка